# Malika Ziouech
Malika Ziouech (* 1965 in Rastatt) ist eine deutsche Künstlerin, Schauspielerin, Sängerin und Filmregisseurin. Sie startete ihre Karriere als Künstlerin und Performerin in der Multimediagruppe Minus Delta t.

## Leben
Malika Ziouech studierte Regie an der Deutschen Film- und Fernsehakademie Berlin (DFFB) und war als Künstlerin Teil der documenta 8 und der Ars Electronica. Ihr Abschlussfilm Alle für Arbeit, eine Musical-Groteske, hatte Premiere bei den Hofer Filmtagen und gewann den Zuschauerpreis beim Sehsüchte-Festival.
Als Sängerin der Beat- und Rock-’n’-Roll-Bands Petting, Mobylettes, Minus Delta t und Dr. Kitsch tourte sie durch Europa und die USA.
Aufgewachsen in Frankreich, Deutschland, Ghana und der Elfenbeinküste aus einer algerisch-deutschen Familie stammend, gehört die Begegnung mit verschiedenen Kulturen und der daraus entstehenden interkulturellen Auffassungen und Kontroversen schon immer zu ihrer persönlichen Erfahrung und Wirklichkeit und prägt bis heute ihr künstlerisches Werk.
Während ihres Regiestudiums an der DFFB Berlin begann sie neben ihrer Arbeit als Autorenfilmerin mit Kindern und Jugendlichen Theaterprojekte zu entwickeln und ist seither auch als Theaterpädagogin und Dozentin tätig.

## Filmografie (Auswahl)

### Als Regisseurin
- 1992: Dead Chickens
- 1994: Kandidaten
- 1996: Die Treppe
- 1998: Alle für Arbeit

### Als Schauspielerin
- 1998: Alle für Arbeit
- 2007: Der Letzte macht das Licht aus!
- 2020: Der Weg nach Padulim

## Diskografie (Auswahl)

### Mit Minus Delta t
- 1987: Opera Death

### Mit Stereo Total
- 1995: Oh Ah Oh (Titel C’est La Mort)

### Mit den Mobylettes
- 1997: Catch As Catch Can!
- 1998: Kicking the Clouds Away – 13 Gershwin-Songs
- 2011: Immer Schlimmer!

### Mit Bernadette La Hengst
- 2005: La Beat (Titel Her mit der Utopie)

### Mit Petting
- 2006: Voilà L’Été

### Sonstige
- 1996: Nicht Zuhause Mama